# 小田木真代
小田木 真代（おだぎ まさよ、1963年（昭和38年）2月23日 - ）は、日本の政治家、薬剤師。元茨城県高萩市長（1期）、元茨城県議会議員（4期）。

## 来歴
茨城県高萩市安良川出身。高萩市立高萩小学校、高萩市立高萩中学校、日本大学豊山女子高等学校卒業。1985年（昭和60年）3月、日本大学理工学部薬学科卒業。同年4月、薬剤師国家試験に合格。
1999年（平成11年）4月2日、父の小田木真一・茨城県議会議員が死去。これに伴って5月16日に行われた県議補選に自由民主党から出馬し初当選。2010年（平成22年）12月12日の県議選で4選を果たす。
2014年（平成26年）1月26日公示、2月2日投票の高萩市長選挙に無所属で出馬し、無投票で初当選。県議職は自動失職となった。3月2日、市長就任。県内で女性市長が誕生したのは常総市長の長谷川典子に次いで戦後2例目となった。
2017年（平成29年）の茨城県知事選挙では多くの県議・市町村長が現職の橋本昌を支持していたなか、新人の大井川和彦の支持に回り当選に貢献した。
2018年（平成30年）2月の市長選で元市職員の大部勝規に敗れ落選した。
2019年（平成31年）1月1日、鹿行生涯学習センター・女性プラザ所長兼館長に就任した。